# Provinz Capinota
Capinota ist eine Provinz im südwestlichen Teil des Departamento Cochabamba im südamerikanischen Anden-Staat Bolivien.

## Lage
Die Provinz ist eine von sechzehn Provinzen im Departamento Cochabamba. Sie grenzt im Nordwesten an die Provinz Quillacollo, im Südwesten an die Provinz Arque, im Süden an das Departamento Potosí, im Osten an die Provinz Esteban Arce, und im Norden an die Provinz Cercado.
Die Provinz erstreckt sich etwa zwischen 17° 28' und 17° 56' südlicher Breite und 66° 33' und 66° 49' westlicher Länge, ihre Ausdehnung von Westen nach Osten beträgt 25 Kilometer, von Norden nach Süden 55 Kilometer.

## Bevölkerung
Die Einwohnerzahl der Provinz Capinota ist in den vergangenen drei Jahrzehnten um gut ein Viertel angestiegen:
| Jahr | Einwohner | Quelle       |
| ---- | --------- | ------------ |
| 1992 | 24 444    | Volkszählung |
| 2001 | 25 582    | Volkszählung |
| 2012 | 29 659    | Volkszählung |
| 2024 | 31 108    | Volkszählung |

44,8 Prozent der Bevölkerung sind jünger als 15 Jahre, der Alphabetisierungsgrad in der Provinz beträgt 67,5 Prozent. (1992)
61,9 Prozent der Bevölkerung sprechen Spanisch, 96,2 Prozent Quechua, und 1,0 Prozent Aymara. (1992)
61,5 Prozent der Bevölkerung haben keinen Zugang zu Elektrizität, 72,0 Prozent leben ohne sanitäre Einrichtung (1992).
91,2 Prozent der Einwohner sind katholisch, 7,3 Prozent sind evangelisch (1992).

## Gliederung
Die Provinz Capinota gliederte sich bei der letzten Volkszählung von 2024 in die folgenden drei Verwaltungsbezirke (bolivianisch: Municipios):
- 03-0701 Municipio Capinota – 19.291 Einwohner
- 03-0702 Municipio Santiváñez – 7.868 Einwohner
- 03-0703 Municipio Sicaya – 3.949 Einwohner

## Ortschaften in der Provinz Capinota
- Municipio Capinota
  - Capinota 5264 Einw. – Irpa Irpa 3868 Einw. – Apillapampa 1180 Einw. – Sarcobamba 928 Einw. – Buen Retiro 844 Einw. – Yatamoco 811 Einw. – Irpa Irpa (Disperso) 568 Einw. – Charamoco 500 Einw. – Hornoma 443 Einw. – Villcabamba 360 Einw. – Tokohalla 92 Einw.

- Municipio Santiváñez
  - Santiváñez 874 Einw.

- Municipio Sicaya
  - Sicaya 857 Einw. – Orcoma 584 Einw.